# Unicaja

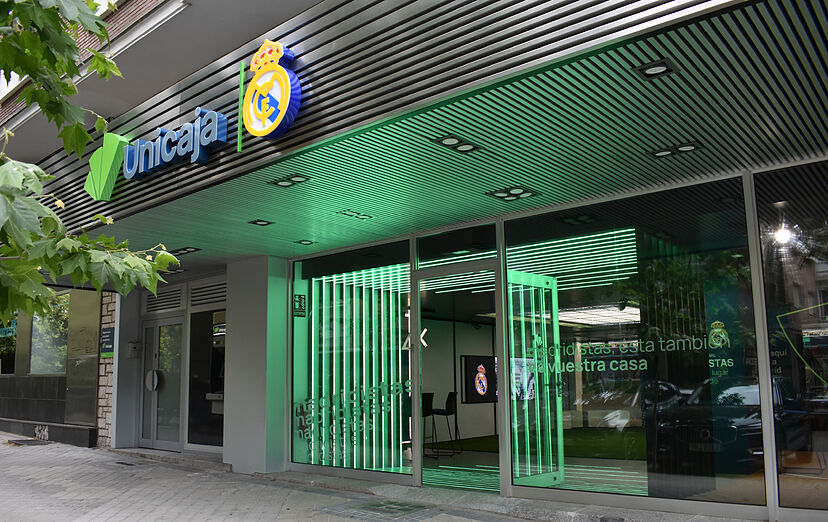
Oficina de Unicaja en Madrid como patrocinador oficial del Real Madrid C.F.

Unicaja Banco S.A., cuyo nombre comercial es Unicaja, es un banco español con sede en Málaga fundado en 2011 por el Monte de Piedad y Caja de Ahorros de Ronda, Cádiz, Almería, Málaga, Antequera y Jaén (Unicaja) para realizar de modo indirecto el ejercicio de su actividad financiera.
A 31 de diciembre de 2024, los activos de Unicaja eran de 97.365 millones de euros, siendo la sexta entidad financiera española por volumen de activos. Esa misma fecha contaba con 952 oficinas y 7.508 empleados.
Cotiza en la Bolsa de Madrid (UNI) y forma parte del índice IBEX 35.

## Historia

### Nacimiento de Unicaja
El 1 de diciembre de 2011, la caja de ahorros Monte de Piedad y Caja de Ahorros de Ronda, Cádiz, Almería, Málaga, Antequera y Jaén (Unicaja) firmó la escritura de constitución de su banco, propiedad al 100% de la entidad, para el ejercicio indirecto de su actividad financiera, de forma que la entidad segregó su negocio financiero al referido banco Unicaja Banco, S.A.U. (más tarde, Unicaja Banco, S.A.), con lo que la caja de ahorros no desapareció y siguió manteniendo su obra social y monte de piedad.

### Integración de EspañaDuero
La Asamblea General de Caja España-Duero aprobó la fusión con Unicaja el 26 de septiembre de 2011.
En diciembre de 2012, el proceso de fusión llevaba más de un año de retraso. La única opción que tenía Banco CEISS para evitar la nacionalización pasaba por la fusión con Unicaja Banco. Ante esta nueva situación, la intención de la entidad malagueña era hacerse con al menos un 90% de la futura entidad, cuando el acuerdo inicial, alcanzado en verano de 2011, otorgaba una participación del 70% para Unicaja por el 30% para Caja España-Duero.
El 10 de mayo de 2013, la comisión rectora del FROB y la comisión ejecutiva del Banco de España dieron luz verde a la fusión entre Unicaja Banco y CEISS manteniendo el importe del apoyo financiero público de 604 millones de euros que CEISS recibió en forma de bonos contingentes convertibles (cocos).
El 15 de julio de 2013, Unicaja Banco aprobó iniciar los trámites para lanzar una oferta de compra dirigida a los accionistas y titulares de bonos necesaria y contingentemente convertibles de Banco CEISS.
El 11 de octubre de 2013, la junta general de accionistas de Unicaja Banco dio su visto bueno a la oferta que el consejo de administración hizo una semana antes sobre Banco CEISS. El 15 de octubre de 2013, el Consejo de Administración de CEISS valoró de forma positiva la oferta de adquisición planteada por Unicaja Banco ya que garantizaba la continuidad de CEISS como banco de ámbito regional.
El 27 de noviembre de 2013, se abrió el plazo que los antiguos preferentistas y tenedores de deuda subordinada de Caja España y Caja Duero, bonistas de CEISS, tenían para aceptar la oferta de compra de Unicaja Banco. La oferta estaba sujeta a que fuera aceptada por un mínimo del 75% de las acciones de Banco CEISS y por un mínimo del 75% de la suma de las acciones y los bonos necesaria y contingentemente convertibles de CEISS. No obstante, Unicaja Banco podía dispensar el cumplimiento de esta última condición.
El 20 de enero de 2014, expiró la oferta. Se cumplió la condición de aceptación mínima de las acciones, ya que se alcanzó un 99,39% de las acciones representativas del capital social de Banco CEISS, pero no se cumplió la del conjunto de los valores, ya que se alcanzó un 61,30% de dicho conjunto de acciones y bonos necesaria y contingentemente convertibles de CEISS. Por lo tanto, el FROB modificó el plan de resolución de CEISS. El fondo asumiría el 71% del impacto de la reclamación de titulares de bonos necesaria y contingentemente convertibles de CEISS no aceptantes de la oferta, hasta un máximo de 319 millones de euros (241 millones de euros netos de la compensación que pueda recibir el FROB en virtud del Mecanismo de Compensación), mientras que a CEISS le correspondería el 29% restante. Unicaja Banco se comprometió a renunciar a la segunda condición una vez se obtuvieran todas las autorizaciones necesarias, incluyendo la aprobación definitiva por CEISS, FROB, Banco de España y Sareb de los acuerdos, y la autorización de las autoridades comunitarias.
El 21 de marzo de 2014, Unicaja Banco comunicó de modo oficial que absorbería CEISS y lo convertiría en una filial.
El 28 de marzo de 2014, Unicaja Banco culminó su compra convirtiendo a Banco CEISS en una filial. Los accionistas y bonistas de CEISS aceptantes de la oferta recibirían como contraprestación las acciones y bonos de Unicaja Banco no más tarde del 2 de abril. Después del canje de los valores aceptantes de la oferta, Unicaja Banco pasó a ser el principal accionista de Banco CEISS con un 99,16% del capital social.
Tras la compra de CEISS por Unicaja Banco, los antiguos accionistas de CEISS (principalmente CaixaBank, Euroclear Bank, Banco Mare Nostrum (BMN), JP Morgan Securities, Caja3 y Banco Sabadell, entre otros) entraron en el capital de la entidad malagueña pasando a controlar casi un 10% de la misma tras canjear sus acciones de CEISS. Así, por ejemplo, CaixaBank pasó a controlar en torno a un 1,6% de Unicaja Banco; Banco Mare Nostrum (BMN), un 0,96%; y Banco Sabadell en torno a un 0,5%. Además, antes de 2016, Unicaja Banco tenía que canjear los bonos que recibieron los ahorradores castellanos y leoneses por acciones. Se preveía que la entidad saliera a bolsa el citado año para dar la posibilidad a los antiguos dueños de CEISS de vender sus títulos.
En concreto, Unicaja redujo su porcentaje de participación en el capital de Unicaja Banco del 100% al 90,8%, quedando un 9,2% en manos de inversores institucionales.
El 25 de junio de 2014, el Consejo de Administración de Banco CEISS acordó la conversión obligatoria total de los Bonos Necesaria y Contingentemente Convertibles por acciones. Tras dicha conversión, Unicaja Banco se convirtió en titular del 60,66% del capital social de Banco CEISS.
En enero de 2015, los consejos de administración de Unicaja Banco y Banco CEISS aprobaron la adquisición por Unicaja Banco de 30 oficinas a su filial Banco CEISS.
El 29 de junio de 2016, Braulio Medel presentó al Consejo de Administración su renuncia a la presidencia de la entidad financiera. El 30 de junio, le relevó Manuel Azuaga, hasta entonces vicepresidente y consejero delegado del banco. Ello se debió a la ley de cajas, que "obliga a elegir" cuando una misma persona simultanea cargos en la entidad bancaria y en la fundación. Braulio Medel decidió continuar al frente de la fundación bancaria.
Ese mismo día, 30 de junio, se produjo el canje de los bonos necesaria y contingentemente convertibles (cocos) que estaban en manos de los bonistas particulares de EspañaDuero (el nuevo nombre de Banco CEISS). Estas personas pasaron a convertirse en accionistas de Unicaja Banco. Se calculó que el canje de estos cocos, con un valor conjunto de 49 millones de euros, podría suponer para los bonistas particulares una representatividad del 4,5%.
El 30 de junio de 2017, Unicaja Banco salió a bolsa a un precio de 1,10 euros por acción, lo que le permitió captar alrededor de 660 millones de euros. La entidad sacó al mercado 625 millones de acciones de nueva emisión, entre grandes inversores institucionales. Además, otorgó a las entidades colocadoras de la operación la opción de suscribir 62,5 millones de acciones adicionales mediante la 'greenshoe' u opción de sobresuscripción. Los fondos obtenidos servirían para devolver la ayuda de 604 millones de dinero público inyectado por el Estado en EspañaDuero, adquirida por Unicaja Banco, y comprar al FROB por 62 millones la participación que mantiene en esa entidad. Tras la salida a bolsa, la Fundación Bancaria Unicaja, accionista mayoritario de Unicaja Banco, vio diluída su participación hasta el 51,7 %, sin tener en cuenta la opción de sobresuscripción.
El 31 de agosto de 2017, Unicaja Banco devolvió anticipadamente al Fondo de Reestructuración Ordenada Bancaria (FROB) la totalidad de los 604 millones de euros de ayudas públicas recibidas en forma de capital como obligaciones contingentes convertibles (cocos) por EspañaDuero en 2013, tras obtener las autorizaciones administrativas y adoptados los correspondientes acuerdos sociales. El plazo finalizaba en abril de 2018.
El 20 de diciembre de 2017, Unicaja Banco compró el 12,5 % de EspañaDuero que estaba en manos temporalmente del Fondo de Reestructuración Ordenada Bancaria (FROB) por 36,7 millones de euros.
El 26 de enero de 2018, los consejos de administración de Unicaja Banco y de EspañaDuero aprobaron el proyecto común de fusión por absorción de EspañaDuero por Unicaja Banco. Se estimó que los accionistas minoritarios de EspañaDuero afectados por la fusión representarían menos del 3% de su capital a la fecha del canje; mientras que el resto del capital correspondían a acciones de titularidad de Unicaja Banco o autocartera. A raíz de esta operación de fusión, los accionistas minoritarios de EspañaDuero recibirían una acción de Unicaja Banco (de un euro de valor nominal), por cada cinco acciones de EspañaDuero (de 0,25 euros de valor nominal). En consecuencia, este colectivo, una vez finalizada la operación, pasaría a ser titular del 0,4% del capital social de Unicaja  Banco.
El 21 de septiembre de 2018, se inscribió en el Registro Mercantil la escritura de la fusión por absorción de EspañaDuero por Unicaja Banco, una vez que el 7 de septiembre firmaron este documento que suponía la culminación del proceso después de haber obtenido las autorizaciones correspondientes y conforme al proyecto de fusión de los Consejos de Administración de ambas entidades, y aprobado por sus respectivas Junta Generales de Accionistas en el mes de abril. Una vez materializada la fusión, se llevaría a cabo el canje de las acciones de EspañaDuero en posesión de accionistas minoritarios por acciones de Unicaja Banco y se daría paso a la integración de la plataforma tecnológica e informática de EspañaDuero en la de Unicaja Banco.
En diciembre de 2018, inició el cambio de marca de las oficinas de EspañaDuero en Castilla y León, en las que prevalecería el nombre de "Unicaja Banco" mientras que el de "EspañaDuero" estaría como una segunda marca. En las oficinas procedentes de EspañaDuero situadas en el resto de España, se sustituyeron por la marca "Unicaja Banco".

### Integración de Liberbank
El 12 de diciembre de 2018, Unicaja Banco y Liberbank reconocieron su intención de fusionarse. Sin embargo, el 14 de mayo de 2019, rompieron sus planes después de que Liberbank decidiera no aceptar la ecuación de canje propuesta por Unicaja Banco, que le daba un 40% del nuevo grupo.
El 7 de octubre de 2020, Unicaja Banco y Liberbank reunieron a sus respectivos consejos de administración para aprobar el inicio de las negociaciones para su fusión.
El 29 de diciembre de 2020, los consejos de administración de Unicaja Banco y Liberbank aprobaron la fusión por absorción de este último por Unicaja Banco, con una ecuación de canje de una acción ordinaria nueva de Unicaja Banco por cada 2,7705 acciones de Liberbank. Los accionistas de Unicaja Banco tendrían el 59,5 % del grupo resultante de la fusión, mientras que el 40,5 % restante sería para los accionistas de Liberbank (entre ellos, Fundación Cajastur, Fundación Caja de Extremadura y Fundación Caja Cantabria). Esta operación permitiría crear el quinto mayor banco de España, con un volumen de activos cercano a los 110 000 millones de euros. El presidente de Unicaja Banco, Manuel Azuaga, ocuparía el mismo cargo en la entidad resultante, mientras que el consejero delegado de Liberbank, Manuel Menéndez, desempeñaría este mismo puesto en el grupo al menos hasta 2023. Tras la fusión con Liberbank, la sede social de Unicaja Banco y el principal centro de operaciones seguiría estando en Málaga, pero contaría además con centros operativos en esta ciudad andaluza, en Oviedo, clave para Liberbank, y en Madrid.
El 31 de marzo de 2021, las juntas de accionistas de ambos bancos aprobaron dicha operación. El 6 de julio de 2021, se anunció que Unicaja Banco Unicaja implantaría su marca en la red de oficinas de Liberbank. El 16 de julio de 2021, el Gobierno aprobó la fusión, tras haberlo hecho también la Comisión Nacional de los Mercados y la Competencia (CNMC). El 30 de julio de 2021, se inscribió la escritura de la fusión en el Registro Mercantil de Málaga, dando lugar a una entidad con casi 113 000 millones de euros en activos, 1400 oficinas, 9700 trabajadores y más de 4,5 millones de clientes. El 2 de agosto, empezarían a cotizar las acciones del "nuevo" banco y dejarían de cotizar las de Liberbank, tras una ampliación de capital para hacer frente al canje de acciones previsto.
El 23 de mayo de 2022, Unicaja Banco culminó la integración tecnológica y operativa de Liberbank.
En noviembre de 2023, se preveía que la unificación de ambas marcas se completara en los próximos meses. En noviembre de 2023 Manuel Azuaga, presidente de Unicaja Banco, renunció al cargo después de mostrar diferencias en el proceso de fusión con Liberbank.

### Nueva etapa
El 8 de febrero de 2024, se anunció que el banco estrenaba marca, pasando de "Unicaja Banco" a nuevamente "Unicaja", como era conocida la antigua caja de ahorros pero con una imagen más moderna.
El 30 de julio de 2024 se anunció que el banco andorrano MoraBanc había llegado a un acuerdo para la compra de la ficha bancaria de Banco Europeo de Finanzas a Unicaja por unos 40 millones de euros.

## Accionariado
Los principales accionistas en julio de 2025 eran los siguientes:
- Fundación Unicaja (31,22 %)
- Desarrollos La Coronela (9,39 %)
- Indumenta Pueri SL (8,81 %)
- Norges Bank (7,68 %)
- Fundación Cajastur (6,88 %)
- Seguros Santa Lucía (5,19 %)

## Red de oficinas
A 31 de diciembre de 2024, Unicaja Banco contaba con 952 oficinas así como con 7508 empleados.
Desde principios de 2024, se está implantando la nueva identidad corporativa en las oficinas. Se prevé que la marca "Unicaja" sustituya a la marca "Unicaja Banco" así como a la marca "Liberbank".